# Numerikus apertúra
A numerikus apertúra az optikai lencserendszerek fénygyűjtő képességének egység nélküli mérőszáma, mely meghatározza a felbontóképességet és a mélységélességet. A numerikus apertúra értékét megkapjuk, ha a szinuszát vesszük a beérkező fénysugár félkúpszögének (α) és ezt összeszorozzuk a lencse anyag, vagy közeg (légtér, víz, stb...) törésmutatójával (n). 

Vákuumban a numerikus apertúra értéke definíció szerint 1.

## Külső hivatkozások
- Numerikus apertúra meghatározása[halott link]